# George H. Anderson
George H. Anderson war ein US-amerikanischer Filmtechniker, der bei der Oscarverleihung 1940 mit dem Oscar für technische Verdienste (Technical Achievement Award) ausgezeichnet wurde.

## Leben
Anderson war als Filmtechniker für Warner Bros. und wurde 1940 mit einem Oscar für technische Verdienste (Technical Achievement Award) ausgezeichnet, und zwar „für einen verbesserten Positivkopf für Sonnenbögen“ (‚For an improved positive head for sun arcs‘).

## Auszeichnungen
- 1940: Oscar für technische Verdienste (Academy Technical Achievement Award)